# Zaporniško prevozno sredstvo
Zaporniško prevozno sredstvo (med Britanskimi zaporniki bolj znano kot "meat wagon") je posebej izoblikovano vozilo, ponavadi kombi ali avtobus, namenjen prevažanju zapornikov iz enega zavarovanega območja, kot je zapor ali sodišče, do drugega. Manj pogosto uporabljajo letala, vlake ali plovila, ki so podobno opremljena. Ta vozila morajo biti močno zavarovana vključno z rešetkami, žičnatimi mrežami pritrjenimi čez okna, neprobojnimi stekli, ločenimi prostori zapornikov in dodatnimi sedeži za spremljevalne policaje.